# Herb Scherer
Herbert Frederick Scherer, detto Herb (Maplewood, 21 dicembre 1928 – Roswell, 28 giugno 2012), è stato un cestista statunitense, professionista nella NBA e nella ABL.

## Carriera
Venne selezionato dai New York Knicks al secondo giro del Draft NBA 1950 (17ª scelta assoluta).